# 小出走
小出走，是香港女歌手姚焯菲於2023年推出的一首粵語單曲，由T-Ma作曲，朱琳填詞，由愛爆音樂發行，歌曲派台後成為勁歌金榜及新城勁爆流行榜兩台冠軍歌，並於903專業推介及中文歌曲龍虎榜登上亞軍。

## 歌曲背景
香港女歌手姚焯菲出身於無綫電視歌唱選秀節目《聲夢傳奇》，2021年出道時年僅15歲，尚在中學階段。一年多後17歲的她決定赴紐西蘭升學，但音樂事業仍未停止，此歌小出走於姚焯菲留學期間製作及發表，為姚焯菲第四首個人單曲。

## 創作與製作
小出走時長3分0秒，以
拍的D大調創作，每分鐘97拍，由T-Ma包辦作曲、編曲及監製，朱琳填詞。T-Ma為此歌選取了輕鬆風格，有別於姚焯菲過往較為正經、優雅的作品。
歌詞主題正是寫出主唱姚焯菲留學紐西蘭的心聲，分享在當地的生活，亦提到對舊友的懷念。

## 音樂影片
攝製團隊遠赴姚焯菲留學的紐西蘭拍攝此歌的音樂影片，取景地之一Mission Bay為姚焯菲自己親自推介。拍攝期待令姚焯菲最難忘及深刻的場地則是伊甸山。
音樂影片上載至YouTube後9日內獲得逾100萬點擊率。

## 發行及宣傳
2023年4月14日派至各電台，4月15日舉行發布會，約於數天內陸續在各音樂串流平台數碼發售。
4月15日，姚焯菲於學校假期期間回到香港出席歌曲發佈會，並進行了各大傳媒體訪問等宣傳活動，包括接受TVB娛樂新聞台主持許文軒《Star Talk》專訪、叱咤903電台節目《叱咤樂壇》訪問，姚焯菲官方歌迷會亦配合歌曲舉行了旅遊主題的應援宣傳車活動，並派發歌曲主題紀念品，如海報、手幅等。

## 派台成績
小出走是姚焯菲繼2021年的原來談戀愛是這麼一回事後，再度獲得香港商業電台的903專業推介週榜第2位。
叱咤903專業推介 走勢
合共上榜2周。
| 周次     | 第18周 | 第19周  |
| 放榜日期 | 5月6日 | 5月13日 |
| 榜上位置 | 9      | 2       |
| -------- | ------ | ------- |

RTHK中文歌曲龍虎榜 走勢
合共上榜4周。
| 周次     | 第18周 | 第19周  | 第20周  | 第21周  |
| 放榜日期 | 5月6日 | 5月13日 | 5月20日 | 5月27日 |
| 榜上位置 | 12     | 6       | 2       | 8       |
| -------- | ------ | ------- | ------- | ------- |

新城知訊台勁爆本地榜 走勢
合共上榜10周。
| 周次     | 第17周  | 第18周 | 第19周  | 第20周  | 第21周  | 第22周 | 第23周  | 第24周  | 第25周  | 第26周 |
| 放榜日期 | 4月29日 | 5月6日 | 5月13日 | 5月20日 | 5月27日 | 6月3日 | 6月10日 | 6月17日 | 6月24日 | 7月1日 |
| 榜上位置 | 18      | 17     | 15      | 13      | 10      | 9      | 10      | 9       | 8       | 1      |
| -------- | ------- | ------ | ------- | ------- | ------- | ------ | ------- | ------- | ------- | ------ |

TVB勁歌金榜 走勢
合共上榜6周。
| 周次     | 第18周 | 第19周  | 第20周  | 第21周  | 第22周 | 第23周  |
| 放榜日期 | 5月6日 | 5月13日 | 5月20日 | 5月27日 | 6月3日 | 6月10日 |
| 榜上位置 | 8      | 7       | 6       | 5       | 4      | 1       |
| -------- | ------ | ------- | ------- | ------- | ------ | ------- |

### 各大流行榜最高位置
| 地區 | 樂壇流行榜     | 最高位置 |
| ---- | -------------- | -------- |
| 香港 | 新城勁爆本地榜 | 1        |
| 香港 | 勁歌金榜       | 1        |
| 香港 | 903專業推介    | 2        |
| 香港 | 中文歌曲龍虎榜 | 2        |

## 獎項及提名
| 頒獎年份 | 頒獎禮               | 獎項     | 單位 | 結果 |
| -------- | -------------------- | -------- | ---- | ---- |
| 2023     | 第21屆CASH金帆音樂獎 | 最佳歌詞 | 朱琳 | 提名 |

## 備註
1. ↑  按歌詞字面意思，大部分是描述假期（或指課餘）遊歷。
2. ↑  參考歌詞「別處亦想你」，及讀白「掛唔掛住我呀？」等。
3. ↑  無綫電視旗下的歌手向來被視為難以在903專業推介上榜甚至獲得佳績[15][16][17]，故兩次週榜第2位已屬難得。

## 資料來源
1. 1 2 3  . Apple Music. 2023-04-19  [2023-06-28]. （原始内容存档于2023-09-03） （美国英语）.
2. ↑  . 香港經濟日報. 2023-06-11  [2023-06-28]. （原始内容存档于2023-06-11） （中文（香港））.
3. 1 2 3  孜卓芹. . 明報周刊. 2023-05-03  [2023-06-28] （中文（香港））.
4. ↑  . SongBPM.   [2023-06-29]. （原始内容存档于2023-06-30） （英语）.
5. 1 2  . 新城知訊台.   [2023-06-28]. （原始内容存档于2023-09-03） （中文（香港））.
6. ↑  . 東方日報. 2023-05-09  [2023-06-28]. （原始内容存档于2023-05-20） （中文（香港））.
7. 1 2 3  . on.cc東網. 2023-04-22  [2023-06-28]. （原始内容存档于2023-07-08） （中文（香港））.
8. ↑  . 星島日報. 2023-05-05  [2023-06-28] （中文（香港））.
9. ↑  . 叱咤903.   [2023-06-28] （中文（香港））.
10. 1 2  陳芷穎. . 香港01. 2023-04-13  [2023-06-28] （中文（香港））.
11. ↑  . KKBOX. 2023-04-16  [2023-06-28]. （原始内容存档于2023-07-03） （中文（繁體））.
12. ↑  . 香港商業電台. 2023-04-20  [2023-06-28] （中文（香港））.
13. ↑  . 巴士的報. 2023-04-26  [2023-06-28] （中文（香港））.
14. ↑  . 明報OL網. 2023-05-13  [2023-06-28]. （原始内容存档于2023-06-02） （中文（香港））.
15. ↑  . 明報OL網. 2021-10-23  [2023-06-29]. （原始内容存档于2023-06-29） （中文（香港））.
16. ↑  . 明報OL網. 2021-10-11  [2023-06-29]. （原始内容存档于2023-05-31） （中文（香港））.
17. ↑  劉傳謙. . 香港01. 2022-03-15  [2023-06-29]. （原始内容存档于2023-06-30） （中文（香港））.
18. ↑  . 新城知訊台. 2020-10-03  [2023-07-03]. （原始内容存档于2023-07-03） （中文（香港））.
19. ↑  . TVB官方Facebook. 2023-06-11  [2023-06-29] （中文（香港））.
20. ↑  . 叱咤903.   [2023-06-29]. （原始内容存档于2023-05-19） （中文（香港））.
21. ↑  . 香港電台第二台. 2023-05-20  [2023-06-29]. （原始内容存档于2023-05-20） （中文（香港））.
22. ↑   (PDF). 香港作曲家及作詞家協會: 2. 2023-09-04  [2023-09-05]. （原始内容存档 (PDF)于2023-09-05） （中文（香港））.